# Laurie Hughes
Laurie Hughes, all'anagrafe Lawrence Hughes (Liverpool, 2 marzo 1924 – Liverpool, 9 settembre 2011), è stato un calciatore inglese, di ruolo difensore.
Giocò per tutta la sua carriera professionistica con il Liverpool e partecipò con la maglia della Nazionale inglese al Campionato mondiale di calcio 1950 tenutosi in Brasile.

## Caratteristiche tecniche
È stato un difensore centrale.

## Carriera

### Club
Nativo di Liverpool, nel Merseyside, iniziò la sua carriera calcistica nel Tranmere Rovers come amatore nel 1941, ricoprendo il ruolo di ala, prima di essere chiamato, il 19 febbraio 1943 in piena seconda guerra mondiale, dal Liverpool dove firmò un contratto da professionista e ricoprì il ruolo di difensore centrale. Dopo 112 presenze durante la guerra, fece il suo debutto ufficiale con la maglia del Liverpool il 5 gennaio 1946, nella vittoria per 2-0 contro il Chester City, nella gara di andata del terzo turno di FA Cup. Nella sua prima stagione regolare, nel 1946-1947, fece registrare 30 presenze su 42 partite complessive aiutando la squadra nella conquista del campionato di Prima Divisione, che pose fine ad un periodo di 24 anni senza vittorie. La squadra non riuscì a ripetere il successo del primo campionato, rimanendo però nella zona alta della classifica ed arrivando anche in finale nella FA Cup 1949-1950, dove Hughes fu titolare nella sconfitta per 2-0 patita contro Arsenal. Nel 1951-1952 mise a segno la sua unica rete ufficiale, siglando il gol del 2-2 ad Anfield contro lo Stoke City all'88º minuto. In questi anni il Liverpool non riuscì ad entrare nelle prime posizioni in campionato e, dopo la salvezza raggiunta nel 1952-1953, la squadra retrocesse l'anno dopo in Second Division: nonostante ciò, Hughes rimase con i Reds giocando regolarmente per diverse stagioni, quando venne sostituito tra i titolari da Dick White. La sua ultima partita da titolare fu giocata il 28 settembre 1957 contro il Charlton, in una sonora sconfitta per 5-1, gara nella quale sostituiva proprio White. Negli anni seguenti fece parte della squadra delle riserve, ritirandosì dal calcio giocato alla fine della stagione 1959-1960, all'età di 36 anni. In totale, Hughes marcò 326 presenze complessive con la maglia del Liverpool (di cui 303 in campionato) segnando una sola rete.

### Nazionale
Hughes fu convocato per la prima volta per il Campionato mondiale di calcio 1950, giocando tutte le 3 partite alle quali partecipò l'Inghilterra, diventando il primo giocatore del Liverpool a giocare la fase finale di un Campionato del Mondo. Il suo debutto ufficiale arrivò dunque il 25 giugno 1950 contro il Cile a Rio de Janeiro, nella vittoria per 2-0. Le sue due ulteriori (ed ultime) presenze furono nelle sconfitte contro Stati Uniti e Spagna, entrambe perse per 1-0, gare che sancirono l'eliminazione dell'Inghilterra dalla competizione. Dopo di ciò, non venne più convocato dal tecnico Walter Winterbottom. Alle 3 presenze con la Nazionale maggiore va aggiunta una presenza con l'Inghilterra B, registrata sempre nel 1950.

## Statistiche

### Presenze e reti nei club
| Stagione         | Squadra          | Campionato       | Campionato | Campionato | Coppe nazionali | Coppe nazionali | Coppe nazionali | Totale | Totale |
| Stagione         | Squadra          | Comp             | Pres       | Reti       | Comp            | Pres            | Reti            | Pres   | Reti   |
| ---------------- | ---------------- | ---------------- | ---------- | ---------- | --------------- | --------------- | --------------- | ------ | ------ |
| 1945-1946        | Liverpool        | FD               | -          | -          | FAC             | 3               | 0               | 3      | 0      |
| 1946-1947        | Liverpool        | FD               | 30         | 0          | FAC             | 1               | 0               | 31     | 0      |
| 1947-1948        | Liverpool        | FD               | 32         | 0          | FAC             | 2               | 0               | 34     | 0      |
| 1948-1949        | Liverpool        | FD               | 12         | 0          | FAC             | 0               | 0               | 12     | 0      |
| 1949-1950        | Liverpool        | FD               | 35         | 0          | FAC             | 6               | 0               | 41     | 0      |
| 1950-1951        | Liverpool        | FD               | 24         | 0          | FAC             | 0               | 0               | 24     | 0      |
| 1951-1952        | Liverpool        | FD               | 25         | 1          | FAC             | 1               | 0               | 26     | 1      |
| 1952-1953        | Liverpool        | FD               | 11         | 0          | FAC             | 0               | 0               | 11     | 0      |
| 1953-1954        | Liverpool        | FD               | 27         | 0          | FAC             | 1               | 0               | 28     | 0      |
| 1954-1955        | Liverpool        | FD               | 26         | 0          | FAC             | 3               | 0               | 29     | 0      |
| 1955-1956        | Liverpool        | FD               | 39         | 0          | FAC             | 5               | 0               | 44     | 0      |
| 1956-1957        | Liverpool        | FD               | 41         | 0          | FAC             | 1               | 0               | 42     | 0      |
| 1957-1958        | Liverpool        | FD               | 1          | 0          | FAC             | 0               | 0               | 1      | 0      |
| Totale Liverpool | Totale Liverpool | Totale Liverpool | 303        | 1          |                 | 23              | 0               | 326    | 1      |

### Cronologia presenze e reti in nazionale
| Cronologia completa delle presenze e delle reti in nazionale ― Inghilterra | Cronologia completa delle presenze e delle reti in nazionale ― Inghilterra | Cronologia completa delle presenze e delle reti in nazionale ― Inghilterra | Cronologia completa delle presenze e delle reti in nazionale ― Inghilterra | Cronologia completa delle presenze e delle reti in nazionale ― Inghilterra | Cronologia completa delle presenze e delle reti in nazionale ― Inghilterra | Cronologia completa delle presenze e delle reti in nazionale ― Inghilterra | Cronologia completa delle presenze e delle reti in nazionale ― Inghilterra |
| Data                                                                       | Città                                                                      | In casa                                                                    | Risultato                                                                  | Ospiti                                                                     | Competizione                                                               | Reti                                                                       | Note                                                                       |
| -------------------------------------------------------------------------- | -------------------------------------------------------------------------- | -------------------------------------------------------------------------- | -------------------------------------------------------------------------- | -------------------------------------------------------------------------- | -------------------------------------------------------------------------- | -------------------------------------------------------------------------- | -------------------------------------------------------------------------- |
| 25-6-1950                                                                  | Rio de Janeiro                                                             | Inghilterra                                                                | 2 – 0                                                                      | Cile                                                                       | Mondiali 1950 - 1º turno                                                   | -                                                                          |                                                                            |
| 29-6-1950                                                                  | Belo Horizonte                                                             | Inghilterra                                                                | 0 – 1                                                                      | Stati Uniti                                                                | Mondiali 1950 - 1º turno                                                   | -                                                                          |                                                                            |
| 2-7-1950                                                                   | Rio de Janeiro                                                             | Inghilterra                                                                | 0 – 1                                                                      | Spagna                                                                     | Mondiali 1950 - 1º turno                                                   | -                                                                          |                                                                            |
| Totale                                                                     |                                                                            | Presenze                                                                   | 3                                                                          |                                                                            | Reti                                                                       | 0                                                                          |                                                                            |

## Palmarès

### Club

#### Competizioni nazionali
- Campionato inglese: 1

Liverpool: 1946-1947
- Community Shield: 1

Inghilterra: 1950